# Uroobovella mazatlana
Uroobovella mazatlana es una especie de arácnido del orden Mesostigmata de la familia Urodinychidae.

## Distribución geográfica
Se encuentra en México.